# Rhynchostegium planifolium
Rhynchostegium planifolium är en bladmossart som beskrevs av C. Müller 1897. Rhynchostegium planifolium ingår i släktet näbbmossor, och familjen Brachytheciaceae. Inga underarter finns listade i Catalogue of Life.